# 霍普威爾 (喬治亞州哈里斯縣)
霍普威爾（英語：Hopewell）是位於美國喬治亞州哈里斯縣的一個非建制地區。該地的面積和人口皆未知。

## 地理
霍普威爾的座標為32°49′21″N 84°57′15″W / 32.82250°N 84.95417°W，而該地的平均海拔高度為256米（即840英尺）。